# Izmirspor
El Izmirspor es un equipo de fútbol de Turquía que juega en la Super Liga Aficionada de Izmir, una de las ligas regionales que conforman la sexta división de fútbol en el país.

## Historia
Fue fundado el 25 de julio de 1923 en el distrito de Esrefpasa de la ciudad de Izmir con el nombre Altinayspor, pero en 1930 cambió su nombre por el que llevan actualmente luego de fusionarse con el Sakaryaspor.
El 23 de enero de 1931 el club disputa su primer partido oficial con una victoria de 5-0 ante el Türkspor. En 1937 se fusiona con el Doganspor, aunque la fusión se disolvió al finalizar la temporada.
En 1959 se convirtió en uno de los equipos fundadores de la Superliga de Turquía, estando en ocho temporadas hasta que descendió en 1967, y en tan solo una temporada retornó a la Superliga de Turquía para volver a descender.
El club cuenta con varias temporadas en la Superliga de Turquía, pero cuenta con más participaciones en la TFF Primera División, liga en la que han participado por más de 20 temporadas.

## Entrenadores
- Bülent Eken (1960-61)

## Temporadas
- Turkish Super League: 1958–67, 1968–69
- TFF Primera División: 1967–68, 1969–72, 1980–88, 1989–93, 1998–04
- TFF Segunda División: 1972–80, 1988–89, 1993–98, 2004–08
- TFF Tercera División: 2008–10
- Turkish Regional Amateur League: 2010–2016
- Izmir Super Amateur League: 2016-